# Aleksandre Met'reveli
Aleksandr Iraklievič Met'reveli, accreditato come Alex Metreveli dalla ATP (in russo Александр Ираклиевич Метревели?, in georgiano ალექსანდრე მეტრეველი?; Tbilisi, 2 novembre 1944), è un ex tennista sovietico.

## Carriera
Metreveli era membro della società sportiva Dynamo e ha preso parte ad alcuni eventi del circuito professionistico durante gli anni settanta, raggiungendo la finale a Wimbledon nel 1973.

## Finali nel singolare del Grande Slam

### Finalista (1)
| Anno | Torneo              | Avversario in finale | Punteggio     |
| 1973 | Torneo di Wimbledon | Jan Kodeš            | 1–6, 8–9, 3–6 |